# Žan Jakopač
Žan Jakopač (Split, 1967.), hrvatski glazbenik i televizijski voditelj. Po struci nastavnik likovnog odgoja. Živi i radi u Zagrebu. Smatra ga se osobom koja je osmislila otočki val 1999. i izvodila ga preko 10 godina. Od 2009. je i televizijski voditelj u dječjoj emisiji.

## Životopis
Rođen u Splitu. Na otoku Brač proveo djetinjstvo. Studirao na ALU u Zagrebu. Od navale nostalgije za Bračem stao je pisati pjesme na materinskoj otočkoj čakavici. Sve je to prouzročilo osnivanje Šo!Mazgoona. S njima je snimio tri albuma Šo!mazgoon,  Umri' ću od bonace i Velegradele. Uz to je izašao album remiksa No name No fame vs Šo!Mazgoon i kompilacija hitova Best of.... Surađivao s glazbenicima kao što su Darko Rundek, Jure Novoselić te sa sastavima Naturalna mistika, Ziuzao i Pozdrav Azri. Postava Šo!Mazgoona se razišla. Jakopač je okupio uz sebe nove ljude, basista Tomislava Jurinu i bubnjara Ivana Vodopijca. Nastupaju kao Žan i Mazguni i 2009. su godine objavili album Mazgune ponovo jašu.
Godine 2009. postao je i voditelj dječje emisije na HTV-u Prijatelji, u kojoj pjeva, svira i pleše. Voditelj je postao na preporuku Srđana Gulića, jedan od autora showa Prijatelji, koji je Jakopačev prijatelj. Suvoditeljica emisije je Jasna Bilušić.

## Vanjske poveznice
- Maxportal Žan Jakopač u emisiji BezVeze, voditeljica Danijela Trbović